# ويليام أ. تريمبل
ويليام أ. تريمبل هو محامي وسياسي أمريكي، ولد في 4 أبريل 1786 في مقاطعة ودفورد في الولايات المتحدة، وتوفي في 13 ديسمبر 1821 في واشنطن العاصمة في الولايات المتحدة. نشط حزبياً في الحزب الجمهوري الديمقراطي. وقد انتخب عضو مجلس الشيوخ الأمريكي ‏ عن دائرة Ohio Class 3 senate seat ‏ وقد انضم خلال فترته النيابية ‏ (4 مارس 1821 – 13 ديسمبر 1821) للكتلة البرلمانية الحزب الجمهوري الديمقراطي وانتخب عضو مجلس الشيوخ الأمريكي ‏ عن دائرة Ohio Class 3 senate seat ‏ وقد انضم خلال فترته النيابية ‏ (4 مارس 1819 – 4 مارس 1821) للكتلة البرلمانية الحزب الجمهوري الديمقراطي.